# Victor Villarreal

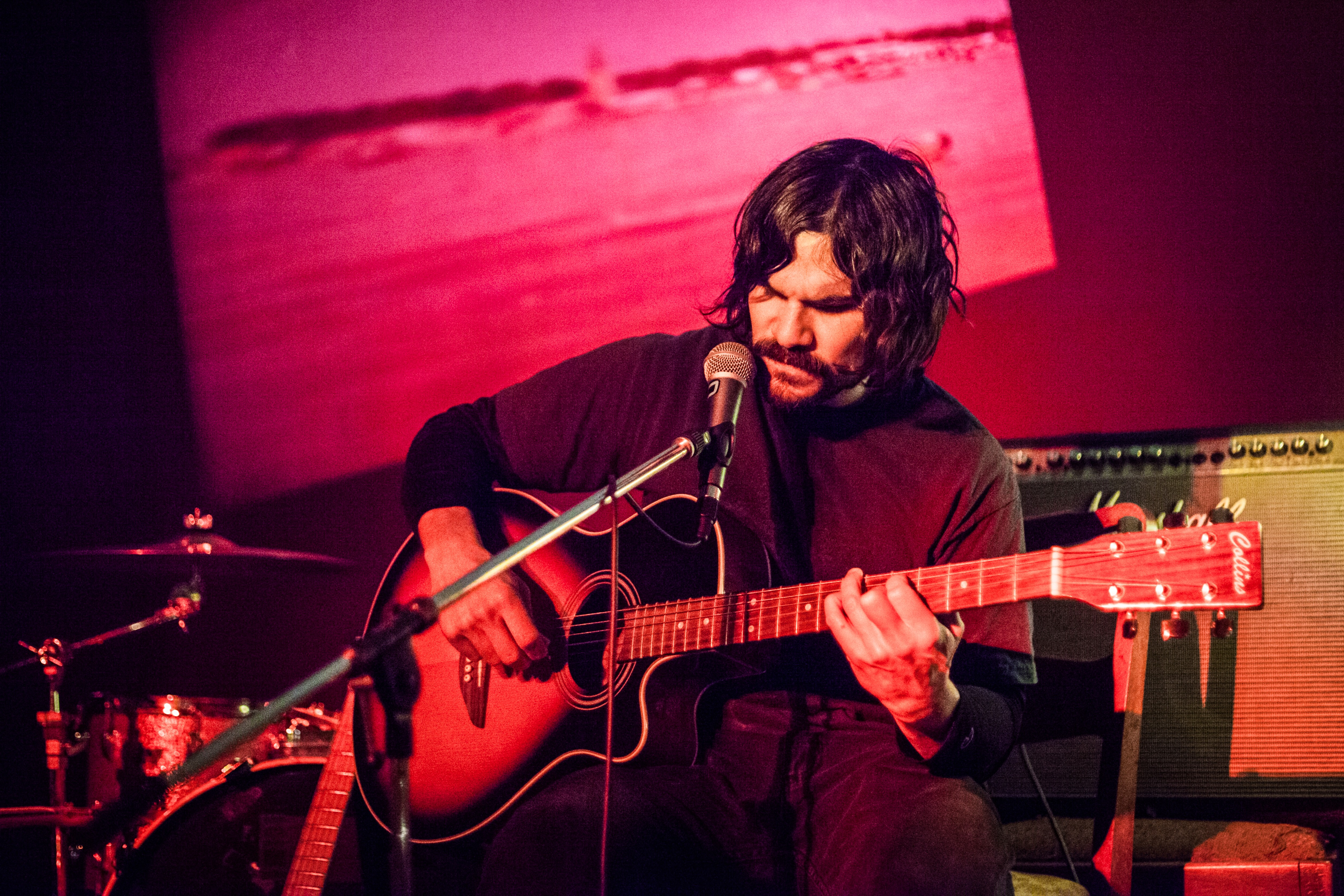
Victor Villarreal solo in Dresden 2012

Victor Villarreal ist ein Emo- und Indie-Rock-Gitarrist aus Chicago, Illinois, und war an einigen maßgebenden Bandprojekten beteiligt.

## Werdegang
Als Jugendlicher war Victor Villarreal bereits Mitglied von Cap’n Jazz, einer Emo-Band, aus der einige spätere Musikgrößen der Chicagoer Emo-Szene hervorgingen wie z. B. die Brüder Tim Kinsella und Mike Kinsella, Davey von Bohlen und Sam Zurick. Nach der Auflösung von Cap’n Jazz 1995 spielte Villarreal bei Flashlight. Die Einspielungen der Band sind unter dem Titel Poetry Class '96 erschienen. 1999 gründete Villarreal zusammen mit Sam Zurick, Erik Bocek und Scott Shellhammer die Instrumental-Band Ghosts and Vodka. 2001 versuchten Tim und Mike Kinsella eine Wiederbelebung der ursprünglichen Cap’n Jazz-Formation unter dem neuen Bandnamen Owls. Victor Villarreal und Sam Zurick verließen daraufhin Ghosts and Vodka und stiegen bei Owls mit ein. 2001 wurde ein Longplayer herausgebracht. Die Band löste sich 2002 aufgrund von Unstimmigkeiten und Villarreals Drogenproblemen auf. 2003 startete Victor Villarreal zusammen mit Ryan Rapsys als Sänger und Schlagzeuger das Projekt Noyes und brachte eine EP gleichen Namens heraus. In den nachfolgenden Jahren schien Villarreal vom Erdboden verschwunden. Erst 2009 gab es wieder ein Lebenszeichen von ihm in Form einer CD mit dem vielsagenden Titel Alive. Die Songs wurden alle von ihm selbst komponiert, instrumentiert und gesungen.

## Bands und Projekte
- 1989–1995 Cap’n Jazz
- 1996–1997 Flashlight
- 1998–2001 Ghosts and Vodka
- 2001–2002 Owls
- 2003 Noyes
- 2011 Joan of Arc

## Diskographie
- 2015: Sleep Talk – Victor Villarreal
- 2014: Weather Diaries – Joan of Arc
- 2013: Testimonium Songs – Joan of Arc
- 2012: Joan of Arc  – Joan of Arc
- 2012: Presents: Pine Cone  – Joan of Arc
- 2012: The Formal Listening Series Compilation – Victor Villarreal
- 2012: mOck Split 7" – Victor Villarreal
- 2012: Presents: Joan of Arc – Joan Of Arc
- 2012: Invisible Cinema – Victor Villarreal
- 2011: Life Like – Joan of Arc
- 2010: Eating Happens 7" – Victor Villarreal
- 2009: Alive – Victor Villarreal
- 2003: Addicts and Drunks – Ghosts and Vodka
- 2003: Noyes EP – Noyes
- 2003: Chicago Punk Refined Compilation – Owls
- 2001: Owls – Owls
- 2001: Precious Blood – Ghosts and Vodka
- 1999: Momento Mori EP – Ghosts and Vodka
- 1998: Analphabetapolothology – Cap’n Jazz
- 1996: Poetry Class '96 – Flashlight